# Fonds des öffentlichen Rechts
Als Fonds des öffentlichen Rechts bezeichnet man im Recht Österreichs eine Form der juristischen Person öffentlichen Rechts. 

## Definition und Abgrenzung
Neben der Anstalt öffentlichen Rechts und der Körperschaft des öffentlichen Rechts bilden die Fonds die wichtigste Organisationsform juristischer Personen des öffentlichen Rechts. Fonds dienen der Verwaltung von Geldmitteln oder anderen Vermögensmitteln. Der österreichische Gesetzgeber gebraucht daneben auch gelegentlich die Bezeichnung Stiftung (vgl. etwa § 1 Abs. 1 ORF-G). Anders als im Privatrecht ist die Unterscheidung von Fonds und Stiftung im öffentlichen Recht jedoch nachrangig.
Fonds können Rechtspersönlichkeit haben, man nennt sie in diesem Fall selbständige Fonds. Haben sie darüber hinaus eigene Organe heißt man sie echte selbständige Fonds. Fonds ohne Rechtspersönlichkeit, wie etwa der Katastrophenfonds nach dem KatastrophenfondsG, werden als unselbständige Fonds oder Verwaltungsfonds bezeichnet.

## Beispiele
- Umwelt- und Wasserwirtschaftsfonds
- Familienlastenausgleichsfonds
- Wohnbaufonds
- Landesgesundheitsfonds
- Salzburger Gesundheitsfonds
- Landeskulturfonds
- Verkehrssicherheitsfonds
- Österreichisches Filminstitut
- Nationalfonds der Republik Österreich für Opfer des Nationalsozialismus
- Allgemeiner Entschädigungsfonds
- Insolvenz-Entgelt-Fonds